# Ruta Sunset
La Ruta Sunset es una línea principal de Union Pacific que corre entre el sur de California y Nueva Orleans, Luisiana.
El nombre tiene sus orígenes en el Buffalo Bayou, Brazos y Colorado Railway, una subsidiaria de Southern Pacific Railroad que se conocía como Sunset Route ya en 1874. La línea fue construida por varias compañías diferentes y se consolidó en gran medida bajo Southern Pacific. .
Tras la fusión de Southern Pacific Railroad con Union Pacific en 1996, menos del 25% de la ruta tenía doble vía. Se estaban realizando esfuerzos para ampliar la doble vía a finales de la década de 2000 y principios de la de 2010, y más del 70% de la ruta tenía dos vías en 2012.

## Uso
La línea se utiliza principalmente para transporte de mercancías por Union Pacific. BNSF comparte la propiedad de la subdivisión de Lafayette. En 2007, 45 trenes diarios operaban a través de Maricopa, Arizona. El Sunset Limited, un tren de pasajeros de Amtrak, opera tres viajes de ida y vuelta por semana durante toda la ruta con el Texas Eagle entre San Antonio y Los Ángeles.

## Subdivisiones
Union Pacific ha dividido la Ruta Sunset en estas subdivisiones con fines operativos:
- Subdivisión de Yuma
- Subdivisión de Gila
- Subdivisión de Lordsburg
- Subdivisión de San Valentín
- Subdivisión de Sanderson
- Subdivisión del Río
- Subdivisión de Glidden
- Subdivisión de Houston
- Subdivisión de Lafayette
- Subdivisión Terminal